# David Dreier
David Timothy Dreier (Kansas City, 5 luglio 1952) è un politico statunitense, membro della Camera dei Rappresentanti per lo stato della California dal 1981 al 2013.

## Biografia
Nato a Kansas City, dopo gli studi Dreier entrò in politica con il Partito Repubblicano. Nel 1978 Dreier si candidò alla Camera dei Rappresentanti contro il deputato democratico in carica James F. Lloyd, ma venne sconfitto. Due anni dopo si candidò nuovamente per il seggio e questa volta riuscì a sconfiggere Lloyd venendo eletto deputato. Da allora venne riconfermato per altri quindici mandati, cambiando tre volte distretto congressuale. Ideologicamente giudicato un repubblicano moderato, nel 2012 annunciò il suo ritiro e lasciò il Congresso dopo trentadue anni di permanenza.